# Добрянка (Бериславський район)
Добря́нка (в минулому — Чубарівка) — село в Україні, у Високопільській селищній громаді Бериславського району Херсонської області. Населення становить 149 осіб.

## Історія
12 червня 2020 року, відповідно до Розпорядження Кабінету Міністрів України від № 726-р «Про визначення адміністративних центрів та затвердження територій територіальних громад Херсонської області», увійшло до складу Високопільської селищної громади.
19 липня 2020 року, в результаті адміністративно-територіальної реформи та ліквідації  Високопільського району, увійшло до складу Бериславського району.
Під час повномасштабного вторгнення Росії в Україну село не перебувало під російською військовою окупацією, через село проходила лінія фронту.Через село Добряка здійснювався наступ 6 вересня на село Нововознесенське яке перебувало під російською окупацією

## Населення
Згідно з переписом УРСР 1989 року чисельність наявного населення села становила 169 осіб, з яких 84 чоловіки та 85 жінок.
За переписом населення України 2001 року в селі мешкало 149 осіб.

### Мовний склад
Рідна мова населення за даними перепису 2001 року:
| Мова       | Чисельність, осіб | Доля     |
| ---------- | ----------------- | -------- |
| Українська | 145               | 97,32 %  |
| Російська  | 4                 | 2,68 %   |
| Разом      | 149               | 100,00 % |